# Dioxys turkestanica
Dioxys turkestanica är en biart som beskrevs av Popov 1936. Dioxys turkestanica ingår i släktet Dioxys och familjen buksamlarbin. Inga underarter finns listade i Catalogue of Life.